# Ognuno è libero
Ognuno é libero è una canzone scritta dal cantautore Luigi Tenco. Il brano, con l'arrangiamento di Ruggero Cini, fu inciso per la RCA Italiana nel 1966 nell'LP Tenco. Fu anche lanciato il 45 giri Lontano, lontano/Ognuno è libero.

## Testo e significato
forse perché noi non siamo

vestiti bene, pettinati come voi. 

Beh se non vi piace così come siamo

non vi resta che voltarvi dall'altra parte

e non far caso a noi. 

Ognuno è libero di fare quello che gli va»
(Luigi Tenco)
Tenco, già nel 1962, aveva scritto e pubblicato Cara maestra, una canzone che denunciava le ipocrisie della società perbenista dell'epoca. E per questo per due anni non apparve alla TV. Lo stesso anno aveva inciso il brano antimilitarista di De Andrè, La ballata dell'eroe. 
Nel 1964, sempre sullo stesso tema, con il titolo La risposta è caduta nel vento, aveva inciso il celeberrimo brano di Bob Dylan e scritto e pubblicato Ballata del marinaio, infine, nel 1966, nel suo ultimo album aveva pubblicato il brano antimilitarista, antirazzista e antifascista,  E se ci diranno. 
Con il brano Ognuno è libero Tenco si schiera apertamente dalla parte di quelli che all'epoca venivano bollati con il termine dispregiativo: capelloni.